# Pharmazie.com
pharmazie.com ist seit 1996 online und damit einer der ältesten elektronischen Arzneimittelkataloge im deutschsprachigen Raum. Es ist medizinischen Fachkreisen nach § 10 Heilmittelwerbegesetz (HWG) vorbehalten. Das Portal bietet kostenpflichtig Zugriff auf ein medizinisch-pharmazeutisches Arzneimittelverzeichnis, das Arzneimittel und Wirkstoffe aus 35 Datenbanken und 52 Ländern sowie 1700 medikationsrelevante Diagnosen enthält.
Die bekanntesten Druckwerke in Deutschland, die Rote Liste und die Gelbe Liste, sind beide als elektronische Version in dem Portal integriert. Für die deutschsprachigen Länder ist der Zugriff auf die Fach- und Gebrauchsinformationen im Portable Document Format (PDF) möglich.

## ABDA-Datenbanken in Pharmazie.com
ABDA-Artikelstamm
Der ABDA-Artikelstamm enthält die Preise der bei der Informationsstelle für Arzneispezialitäten (IFA, Frankfurt am Main) gemeldeten Fertigarzneimittel, Medizinprodukte und apothekenüblichen Waren. Zu mehr als 450.000 Artikeln werden Preise für den Apotheken-Einkauf- und Verkauf, die Klinikeinkaufspreise, die Herstellerabgabepreise, die Pharmazentralnummern, Packungsgrößen, Abgabebestimmungen, Kassenlieferverträge nach Bundesländern, Rabattverträge, Packungsgrößenermittlung, Betäubungsmittelinformation sowie Indikationen aufgelistet.
ABDA-Stoffliste
Die Pharmazeutische Stoffliste der ABDA enthält Informationen zu Arzneistoffen (Wirk-, Hilfsstoffe). Quellen sind Zeitschriften, Bücher und Firmenmitteilungen. Gelistet werden Daten zur Identifizierung der Substanz (Name, Synonyme, CAS-Nummer, Summenformel), chemisch-physikalische Eigenschaften (molare Masse, Basizität, Brechungsindex, Löslichkeit, Siedepunkt, Schmelzpunkt, spezifische Drehung) und Daten zur medizinischen Anwendung (Maximaldosen, therapeutische Verwendungen).
ABDA-Fertigarzneimittel International
ABDA-Fertigarzneimittel enthält Informationen zu Fertigarzneimitteln. Gelistet werden u. a. Handelsname, Darreichungsform, Anatomisch-Therapeutisch-Chemischer Code (ATC), Herstellername und Zusammensetzung. Bei deutschen Arzneimitteln können zusätzlich folgende Angaben vorhanden sein: Abgabebestimmungen, Ausbietungsdatum, Indikationen, Herstelleradresse, Dosierung, Haltbarkeit, Warnhinweise, Kontraindikationen, Nebenwirkungen und Eigenschaften.
ABDA-Interaktionen
ABDA-Interaktionen listet Wechselwirkungen zwischen Arzneimitteln und Lebensmitteln auf. Dabei werden zu jeder Interaktion Detailinformationen aufgeführt:
- Schnellinformation mit den beiden interagierenden Gruppen, Klassifikation und Typ der Interaktion und eine kurze Beschreibung des Effektes
- Monographie mit Effekt, Mechanismus, Maßnahmen und Kommentar

ABDA-CAVE Check
Überprüfung der Medikation eines Patienten anhand seiner individuellen Risiken (z. B. Allergien, Erkrankungen, Geschlecht, Alter usw.)
ABDA-Archiv, gelöschte deutsche Fertigarzneimittel
Archiv aller aus der ABDA-Datenbank gelöschten deutschen Arzneimittel seit November 2003.

## Arzneimittelverzeichnisse
Im Portal sind weiterhin Listen und Codices integriert wie
- die Rote Liste (Arzneimittel für Deutschland, einschließlich EU-Zulassungen und bestimmter Medizinprodukte),
- die  Gelbe Liste (Informationen zu deutschen Arzneimitteln, Homöopathika und biologischen Präparaten mit Zugriff auf die Fachinformationen und Abbildungen der Gelbe Liste Identa),
- der Austria-Codex (Spezialitäten Informationssystem (SIS) für Österreich, Fachinformationen über alle in Österreich zugelassenen Arzneispezialitäten) und
- der „Codex Galenica“, dessen Datenbank sämtliche im Schweizer Gesundheitswesen üblichen Arzneimittel umfasst.

## IDMP Term Browser (Identification of Medicinal Products)
Der IDMP Term Browser verknüpft kontrollierte Vokabularien in der internationalen Zulassung von Arzneimitteln mit den internationalen Arzneimittelkatalogen in Pharmazie.com. Die Europäische Arzneimittel-Agentur (EMA) fordert ab Juli 2016 eine Identifikation von Arzneimitteln über eine Kodierung und Strukturierung nach dem (ISO IDMP Standard). Zu den kontrollierten Vokabularien gehören etwa Angaben zur Arzneiform und Stärke, zur Art der Anwendung und zu den Anwendungsgebieten, sowie zu den Wirk- und Hilfsstoffen.